# Adolf Dassler

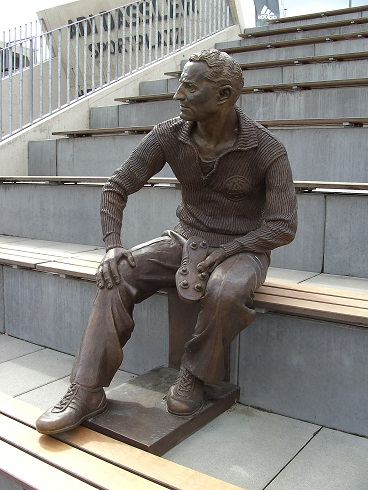
Skulptur Adolf Dasslers im Adi-Dassler-Stadion Herzogenaurach, von Bildhauer Josef Tabachnyk, Bronze, 2006

Adolf „Adi“ Dassler (* 3. November 1900 in Herzogenaurach; † 6. September 1978 ebenda) war ein deutscher Erfinder und Unternehmer. Er ist der Gründer des Sportartikelherstellers Adidas. Er war der jüngere Bruder von Rudolf Dassler, dem Gründer von Puma.

## Leben
Adolf Dassler war der Sohn des Schuhmachers Christoph Dassler und dessen Ehefrau Pauline. Nach Abschluss von Schule und Bäckerlehre und nach seiner Rückkehr aus dem Ersten Weltkrieg folgte er seinem alten Traum und fertigte in der Waschküche seiner Mutter seine ersten Sportschuhe aus Leinen. 1920 übernahm er den Betrieb des Vaters, der bisher auf die Produktion von Filzpantoffeln spezialisiert war. Stattdessen stellte er von nun an Turnschuhe her, was sein Vater unterstützte. Die Gebrüder Zehlein der gleichnamigen Schmiedewerkstatt lieferten dazu handgefertigte Spikes.
1924 stieg auch sein älterer Bruder Rudolf in das Unternehmen ein, das nun den Namen „Gebrüder Dassler Schuhfabrik“ („Ge-Da“) trug. 1925 erschienen die ersten Fußballschuhe mit Stollen und Laufschuhe mit Spikes. Bei den Olympischen Spielen 1936 trugen bereits mehrere Athleten, unter anderem Jesse Owens (allerdings nur zum Training), Modelle der Dasslers.
1932/1933 begab sich Adolf Dassler nach Pirmasens, dem damaligen „Mekka“ der Schuhindustrie, um an der dortigen Deutschen Schuhfachschule mehr über Sportschuhe zu lernen. 1934 heiratete er dort die 16-jährige Käthe Martz (* 17. Juli 1917; † 31. Dezember 1984), die er als Tochter seines Lehrers Franz Martz bei einer Feier kennengelernt hatte. Fünf Kinder gingen aus der Ehe hervor: Horst (1936–1987), Inge (1938), Karin, Brigitte und Sigrid.
1939 zog auch Käthes Schwester Maria Anna (genannt Marianne) nach Herzogenaurach und heiratete 1941 den Mechaniker und Piloten Hans Hoffmann.

## Zeit des Zweiten Weltkriegs
Adolf Dassler war wie sein Bruder Rudolf zum 1. Mai 1933 der NSDAP beigetreten (Mitgliedsnummer 3.266.155). Zu Beginn des Zweiten Weltkriegs wurde er zur Wehrmacht eingezogen, durfte aber bereits nach einem Jahr in sein Unternehmen zurückkehren. Gegen Ende des Kriegs wurde in seiner Schuhfabrik die Panzerabwehrwaffe Panzerschreck hergestellt, wofür auch französische Zwangsarbeiter eingesetzt wurden. Nach Kriegsende wurde Dassler von den US-amerikanischen Besatzern im Entnazifizierungsverfahren zunächst als „belastet“ eingestuft und enteignet. Durch zahlreiche Aussagen von Mitarbeitern, Mitbürgern sowie des Bürgermeisters von Herzogenaurach stufte ihn die Spruchkammer Höchstadt dann als „minderbelastet“ ein und er konnte unter Aufsicht eines Treuhänders seinen Betrieb wiederaufnehmen. Einige Monate später wurde er nur noch als „Mitläufer“ eingestuft und konnte die Geschäfte wieder als Inhaber führen. Sein Bruder Rudolf kam nach einjähriger US-Gefangenschaft ebenfalls frei.
Von diesem Zeitpunkt an zerstritten sich die beiden Brüder bis zu ihrem Tod; dieses Verhalten sollte sich auch auf die Nachkommen und darüber hinaus auswirken. In der Gefangenschaft sollen Amerikaner Rudolf Dassler erzählt haben, dass er aus seinem nahen Umfeld denunziert worden sei. In ihm kam der Verdacht auf, dass sein Bruder Adolf der Denunziant gewesen sein könnte, um ihn aus dem Unternehmen zu drängen. Zuvor hatte es bereits immer wieder Spannungen und Auseinandersetzungen gegeben, an denen auch die Ehefrauen beteiligt waren. Nach seiner Entlassung denunzierte Rudolf angeblich seinerseits Adolf bei den Militär-Behörden. Da diese nicht zu entscheiden vermochten, wer log und wer die Wahrheit sagte, entließen sie die beiden endgültig aus der Gefangenschaft.

## Nachkriegszeit und Aufstieg
1945, beim Einmarsch der Amerikaner in Herzogenaurach, blieben die Fabrik und das Anwesen der Dasslers dank des Engagements Käthe Dasslers erhalten und wurden von den Amerikanern als Quartier benutzt. Beide Brüder beschlossen danach rasch, das Unternehmen aufzuteilen. Diese Konstellation hat bis heute Auswirkungen, zwei der größten Sportartikelhersteller der Welt haben ihren Unternehmenssitz nur wenige hundert Meter voneinander entfernt. Adolf gab seinem Unternehmen den Namen Adidas (nach seinem Spitznamen Adi und den ersten drei Buchstaben seines Nachnamens), Rudolf hingegen nannte sein Unternehmen Puma.
1946 gründete Marianne Hoffmann, Adolfs Schwägerin, zusammen mit ihrem Mann das Sportgeschäft Hoffmann in Herzogenaurach und war gleichzeitig als Vertraute ihres Schwagers bei Adidas tätig. Sie galt als die „Brückenbauerin“ von Adidas zum Schuhhandel.
Adolf Dassler stattete die siegreiche westdeutsche Mannschaft bei der Fußball-Weltmeisterschaft 1954 aus und war damals auch Zeugwart während des Turniers. Legendär sind die Fußballschuhe mit Schraubstollen, die der deutschen Mannschaft gegenüber ihren Gegnern einen Vorteil bei nassem Boden verschafften. Diese Weltmeisterschaft gilt als Start der Weltkarriere von Adidas.

## Streit der Söhne
Der Streit zwischen Adolf Dasslers Sohn Horst und Rudolf Dasslers Sohn Armin begann 1970. Die Väter hatten in den Jahren zuvor Absprachen über die Untervertragnahme von Sportlern und Vereinen getroffen. Im Fall des brasilianischen Fußballspielers Pelé wurde vor der Fußball-WM 1970 eine Art Friedensabkommen geschlossen, eine mündliche Vereinbarung darüber, kein Wettbieten um Pelé zu veranstalten. Entgegen diesem sogenannten „Pelé-Pakt“ nahm Armin Dassler den zweimaligen Weltmeister (1958 und 1962) jedoch für Puma unter Vertrag.
Adolf und Rudolf Dassler sollen jahrzehntelang bis zum Tod kein Wort miteinander gesprochen haben. Geschäftlicher Dialog erfolgte über Mittelsmänner.
Adolfs Sohn Horst begann 1959, mit dem Aufbau von Adidas Frankreich den Grundstein für die internationale Expansion des Unternehmens zu legen. Weitere Unternehmensbeteiligungen in anderen Ländern folgten. 1973 gründete Horst den Schwimmartikelhersteller Arena. Nachdem sein Vater im Jahr 1978 gestorben war, übernahm er gemeinsam mit seiner Mutter Käthe das Unternehmen. Bis zum Börsengang 1995 blieb die Firma in Familienbesitz.

## Erfindungen
Dassler hat mehr als 700 weltweit anerkannte Patente und Gebrauchsmuster eintragen lassen.

## Rezeption

### Adolf Dassler als Namensgeber
- Nach Adolf Dassler wurde der Adi-Dassler-Pokal benannt, der 1985 und 1986 vom DFB ausgetragen wurde.
- Im Mai 2006 wurde auf dem Gelände des Adi-Dassler-Stadions Herzogenaurach eine Skulptur von Adolf Dassler eingeweiht. Die Skulptur wurde vom Bildhauer Josef Tabachnyk geschaffen.
- Zu seinen Ehren wurde die liechtensteinische Stiftung „Adi & Käthe Dassler Memorial Foundation“ unter Mitwirkung einer Nachfahrin gegründet.[12]

### Verfilmungen
- Das Wunder von Bern: Deutschland und die Fußball-WM 1954 (1994), Fernsehfilm von Ulrich Lenze
- Das Wunder von Bern (2003), Spielfilm des Regisseurs Sönke Wortmann mit Joachim Kappl als Adi Dassler
- Das Wunder von Bern – Die wahre Geschichte (2004), Dokumentation von Sebastian Dehnhardt und Manfred Oldenburg
- Duell der Brüder – Die Geschichte von Adidas und Puma (2016), ein Fernsehfilm von Oliver Dommenget mit Ken Duken als Adi Dassler
- Die Dasslers – Pioniere, Brüder und Rivalen (2017), zweiteiliger Fernsehfilm mit Christian Friedel als Adi Dassler